# Henry Reverdy
Pour les articles homonymes, voir Reverdy.
Henry Reverdy (Nogent-le-Roi, 18 août 1866 - Molineuf, 26 août 1950) est un écrivain français.

## Biographie
Docteur en droit en 1897, avocat, il collabore au journal La Croix. Il préside l'Association catholique de la jeunesse française.

## Œuvres
- Les fausses maximes de la jeunesse - 1930, Prix Fabien de l'Académie française